# Monobryozoidae
Monobryozoidae is een monotypische familie van mosdiertjes (Bryozoa) uit de orde van de Ctenostomatida.  De wetenschappelijke naam ervan is in 1936 voor het eerst geldig gepubliceerd door Rémane.

## Geslacht
- Monobryozoon Rémane, 1936